# Brownea ariza

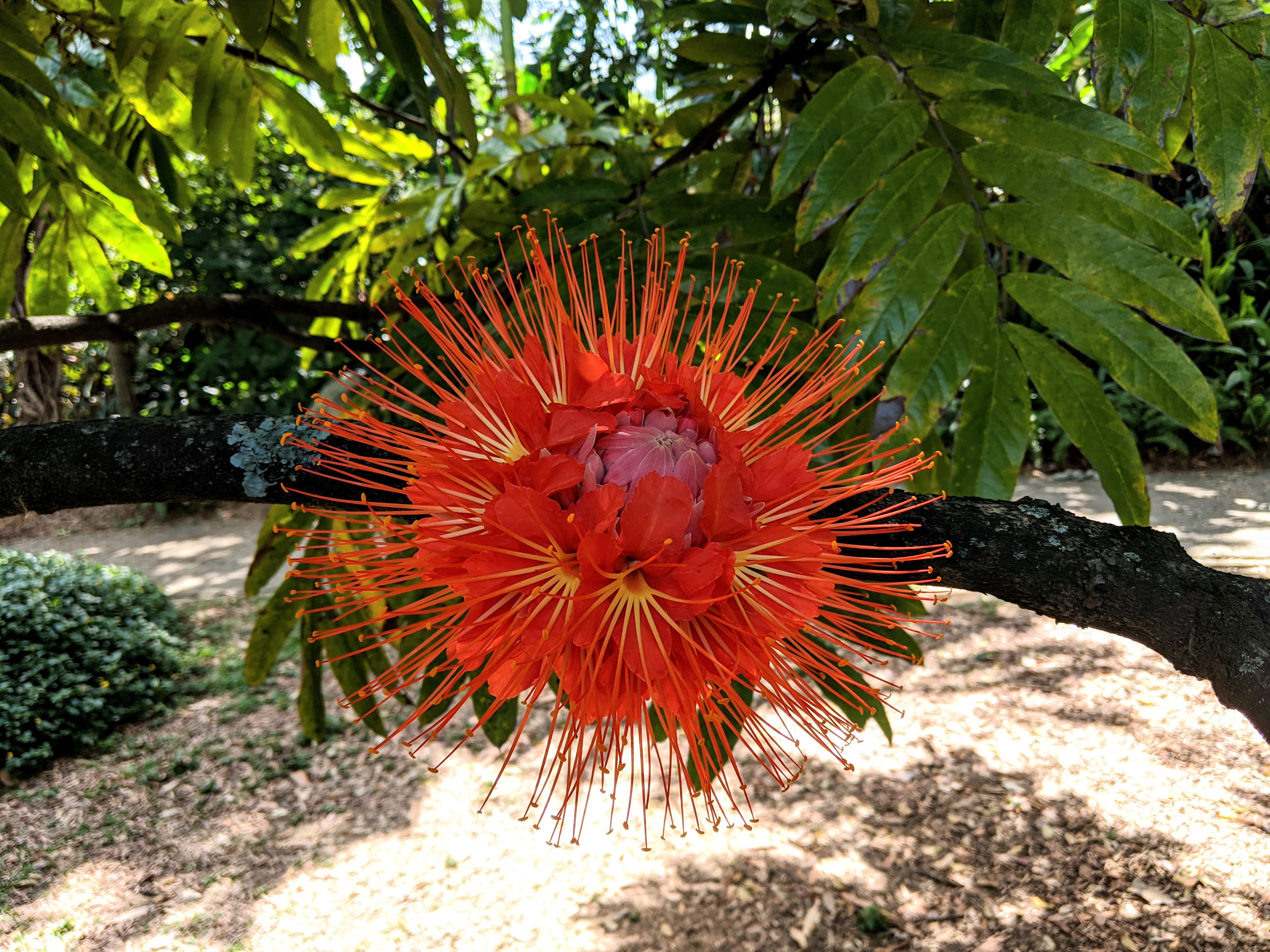
Inflorescencia de Brownea Ariza.

Brownea ariza, es una especie de árbol de la familia de las fabáceas. 

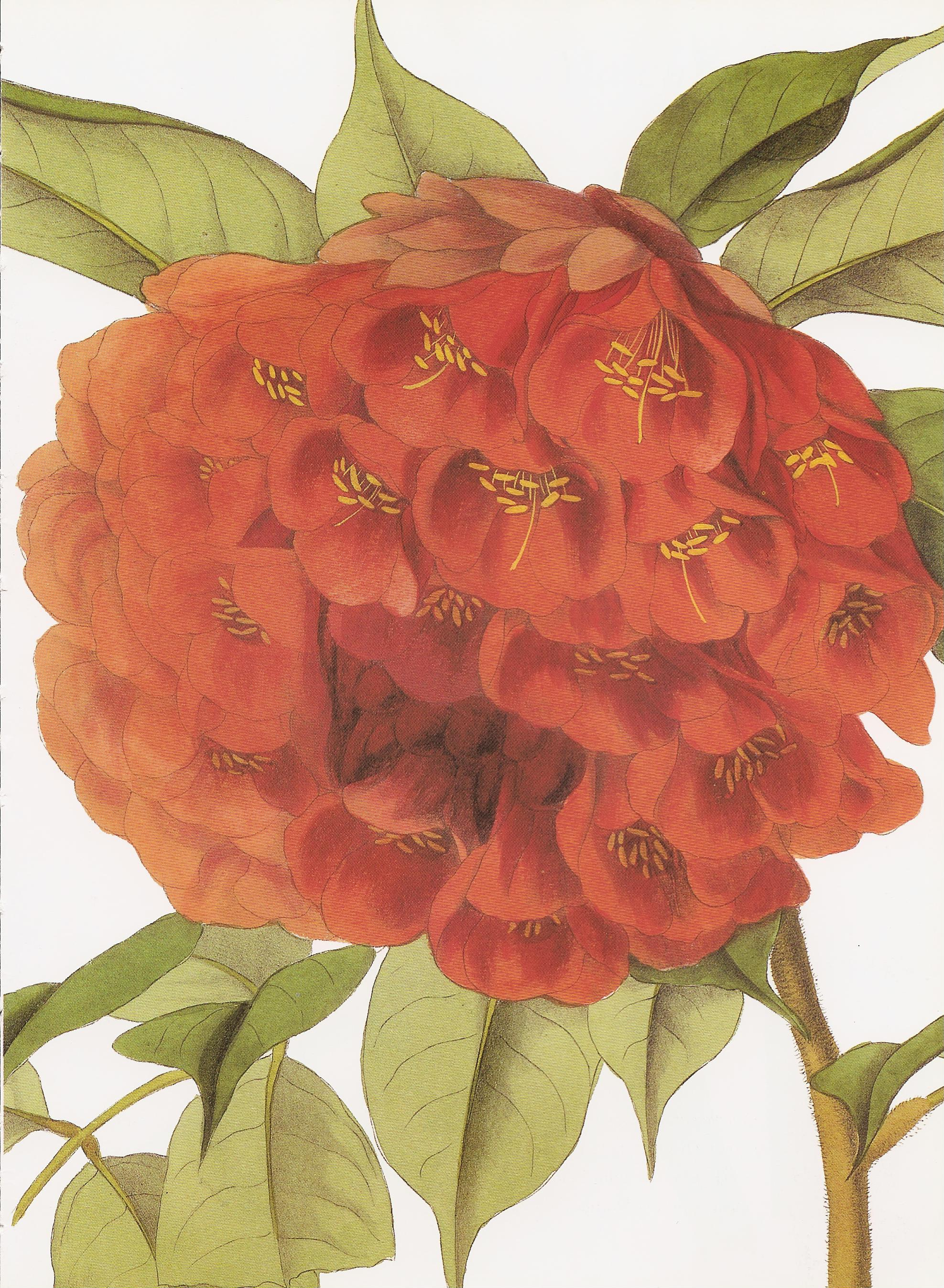
Ilustración de Louis-Aristide-Léon Constans (fl. 1830s-1860s), placa 59 del segundo volumen de Paxton's Flower Garden (1851-1852) por John Lindley y Joseph Paxton.

## Descripción
Árbol perenne de hasta 10 metros de altura. Posee hojas pinnaticompuestas con 6 a 8 foliolos oblongo-lanceolados en racimos péndulos que mudan de color en la madurez de gris, rosa o verde pálido a verde intenso. Sus flores de color rojo con los estambres más largos que los pétalos son también péndulas y crecen en grandes penachos globosos unidos mediante un corto eje al tallo principal. Sus frutos son legumbres de entre 20 y 30 centímetros de longitud.

## Usos
Un híbrido de esta especie es cultivado en jardines de regiones con clima tropical húmedo por sus inflorescencias, muy llamativas y por su resistencia al comején. Sus ramas y hojas se emplean como hemostáticos.

## Taxonomía
Brownea ariza fue descrita por George Bentham y publicado en Plantas Hartwegianas imprimis Mexicanas 171. 1845
Etimología
Brownea: nombre genérico que honra el médico y botánico irlandés Patrick Browne.
ariza: epíteto: Procede de su nombre popular colombiano Ariza., aunque también podría recordar a D. Andrés de Arizá, gobernador de la provincia de Darién (Panamá) a finales del siglo XVIII. 
Sinonimia
- Brownea princeps Linden
- Hermesias ariza Kuntze[7]

## Nombres comunes
Arizá, Árbol de la cruz, Palo de la Cruz.